# Сан-Роке (Корриентес)

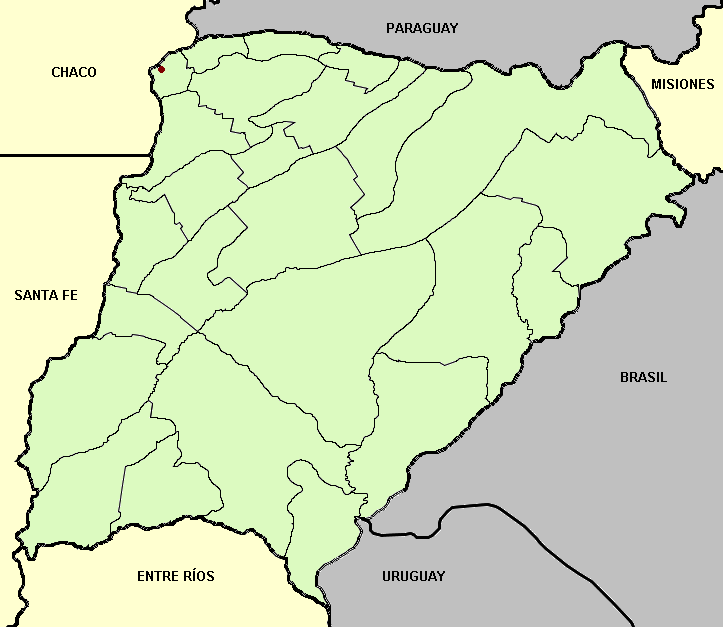

Сан-Роке (исп. San Roque) — город на северо-востоке Аргентины в провинции Корриентес. Административный центр одноименного департамента.
Расположен в 130 км от столицы провинции города Корриентес на левом берегу реки Санта-Лусия, притока реки Парана.
Население в 2010 году составляло 7323 человека.

## История
Основан 11 октября 1773 года.